# Make Me Famous
Make Me Famous — украино-американская металкор-группа из Донецка (позже из Балтимора), образованная Денисом Шафоростовым. За время своего существования выпустили один EP, и один полноформатный альбом It’s Now or Never.

## История

### Основание и дебютный EP (2009—2011)
Группа была образована в 2009-ом году в Донецке, вокалистом Денисом Шафоростовым, молодым блогером, который выкладывал видео-каверы на Youtube. Так с басистом Сергеем Хохловым они начали писать материал. Денис и Сергей пригласили в группу гитариста Игоря (Jimmy X Rose) Ястребова, потому что Денис отметил 4 песни, которые Игорь написал для предыдущей группы в которой так же играл Денис, и они решили играть вместе. Вскоре бывший вокалист группы Pictures Inside Me Сергей Кравченко стал вокалистом группы. Чуть позже, бывший барабанщик группы Miss Fortune Джейс Томас, стал барабанщиком Make Me Famous.
В начале 2011 года группа выпускает первый EP альбом — Keep This in Your Music Player. Песни «Make It Precious», «I Am A Traitor. No One Does Care» и «Once You Killed a Cow, You Gotta Make a Burger» были включены в альбом. Песня «I Am A Traitor. No One Does Care» была записана с вокалистом группы Attack Attack! Джонни Франком. Три песни с EP были переизданы в их полноформатном альбоме It’s Now or Never.
В том же году барабанщик Джейс Томас был изгнан из группы. На его место пришел барабанщик Rose Funeral Дасти Боулс.

### It’s Now or Never (2011—2012)
30 сентября 2011 года группа подписала контракт с крупным американским лейблом Sumerian Records, с тех пор они переехали в Балтимор.
27 марта 2012-го года у группы вышел дебютный полноформатник It’s Now or Never. Альбом поднялся на 151 строчку в чарте Billboard 200, на 13-е месте в чарте Hard Rock Albums, на пятое место в Heatseekers Chart, на 26 место в Independent Albums, и на 37 место в Top Rock Albums.

### Невыпущенный сингл и распад (2012—2015)
На концертах группа начала играть новую песню «Locked & Loaded», однако она не была записана до конца, и она не вышла. Однако в апреле 2015 года бывший вокалист Сергей Кравченко выложил тизер к песне, записанную в студии.
В конце ноября 2012 года вокалист Денис Шафоростов был изгнан четырьмя другими участниками группы, и впоследствии с лейбла Sumerian Records. Причиной его ухода стали разногласия и ссоры в группе. Sumerian Records заявили, что «группа сильно опустилась, и это позорно, когда участники группы не могут друг с другом наладить отношения». Тогда Make Me Famous устроили прощальный тур, и объявили, что они распадутся.
После ухода, Денис присоединился к группе At The Ruins, которая в тот же момент переименовалась в проект под названием Down & Dirty. 1 октября 2013 года группа объявила, что начнёт записывать дебютный альбом, который будет продюсировать Джои Стёржис, работавший до этого с Asking Alexandria, Attack Attack!, Attila. По словам Дениса, неизданный трек Make Me Famous «Locked & Loaded» будет выпущен от Down & Dirty. Так же в январе 2015-го года появилась информация, что возможно Денис станет новым вокалистом Asking Alexandria, тем самым заменив ушедшего Дэнни Уорснопа. В мае 2015 года Денис Шафоростов официально стал новым вокалистом группы Asking Alexandria.
Другие же члены проекта Make Me Famous создали группу Oceans Red.
В начале ноября 2015 года в сети появился неиспользованный иструментал песни без названия и вокала, выложенный бывшим участником группы Игорeм (Jimmy X Rose) Ястребовым. По его словам, данный иструментал должен был присутствовать в альбоме It’s Now or Never, но не был использован.

## Стиль и влияния
Allmusic описал группу как «Украинский квинтет, который плотно придерживается стилей металкор и эмокор». У группы обширная составляющая брейкдаунов и электроники в песнях, с заметными элементами скрима Дениса Шафоростова и гроула Сергея Кравченко. На группу заметно повлияли Бруно Марс, Def Leppard и Asking Alexandria.

## Участники
Последний состав
- Сергей Хохлов — бас-гитара (2009—2013)
- Игорь «Jimmy X Rose» Ястребов — ритм-гитара (2009—2013)
- Сергей "SJ Ocean" Кравченко— гроулинг, программирование (2010—2013)
- Дастин «Dusty» Боулс — ударные (2011—2013) (Выступал под прозвищем Dusty Balls (интерпретация собственного имени как 'пыльные яйца')

Другие участники
- Джейс Томас — ударные (2009—2011)
- Денис Шафоростов — чистый вокал, скриминг, соло-гитара, программирование (2009—2012)

## Дискография

### Альбомы
- It’s Now or Never (2012)

### EP
- Keep This in Your Music Player (2011)

## Синглы
- «Make It Precious»
- «I Am A Traitor. No One Does Care»
- «Once You Killed A Cow — You Gotta Make A Burger»
- «We Know It’s Real»
- «Blind Date 101»